# Diecezja Isangi
Diecezja  Isangi – diecezja rzymskokatolicka  w Demokratycznej Republice Konga. Powstała w 1951 jako prefektura apostolska. Diecezja od 1962.

## Biskupi diecezjalni
- Lodewijk Antoon Jansen † (1952 – 1988) (do 1962 prefekt apostolski)
- Louis Mbwôl-Mpasi (1988 – 1997)
- Camille Lembi Zaneli † (2000 – 2011)
- Dieudonné Madrapile (2016 – 2024)